# مصدر قلب واحد
مصدر قلب واحد هو فريق تطوعي و منظمة إنسانية تنظر في ظروف الصراع مثل الفقر، و المرض، و الأمية في فترة الحرب.
غير أن المنظمة تقوم بمكثفات تعليمية في المياتم و تنشئ مراكز تعليمية خارج أروشا، تنزانيا، حيث تكون هذه المراكز كعائلة و منزل لعشرين طفل متشرد أو يتيم نتيجة لوباء اللإيدز. هذا المكان الذي يكون فيه المأوى هو أيضا مكان للتعليم إضافي بعد المدرسة و مركز رياضي للأطفال في المناطق المجاورة. كما تقوم المنظمة بالتوعية الصحية مع التركيز على الوقاية من الإيدز للطالب و أفراد المجتمع. أما البرامج التعليمية فتقام على مدار العام على يد طلاب جامعات تنزانية، و أمريكية، و بريطانية الذين قامت المنظمة بضمهم من جامعات حول العالم. يسكن المتطوعين في غرف في منازل لعائلات في القرى التي يعملون بها، يدرسون في مدارس محلية أساسية أو ثانوية و يقومون ببرامج مجتمعية ما بين برامج محو الأمية للبالغين و برامج لكرة القدم ما بعد المدرسة للأطفال. على المشاركيين جمع التبرعات لكي يتطوعوا مع المنظمة و يخضعوا لتدريب مكثف قبل البرنامج التطوعي.
المعلومات القانونية
مصدر قلب واحد مسجلة كمنظمة غير ربحية في الولايات المتحدة وولاية كاليفورنيا، والجمعية الآن مسجلة في مكتب المدعي العام لولاية كاليفورنيا، رقم التسجيلCT0144811. مكتب المدعي العام لولاية كاليفورنيا أظهر أن المنظمة يرأسها الرئيس التنفيذي هوري موروياكا. والمنظمة أيضا مسجلة قانونيا ضمن المنظمات الغير حكومة في تنزانيا.